# Emmanuel Berland
Pour les articles homonymes, voir Berland.
Emmanuel Berland est un poète français né le 9 août 1957 à Nogent-sur-Marne.
Auteur de nombreux recueils, il anime la revue Esprits poétiques ainsi que le groupe de lecture Poètes ensemble pour l'association Hélices poésie qu'il a fondée en 1993. Hélices poésie associe la poésie à d'autres démarches artistiques (musique, peinture, calligraphie, théâtre...), édite des recueils, organise des ateliers de création, des expositions et des lectures publiques.
Emmanuel Berland est également auteur-compositeur-interprète, membre de la SACEM. Le 3 avril 2013 paraît son 1er album studio Recordance sur le label du même nom.
Emmanuel Berland est également professeur de français à l'Institut de rééducation psychothérapique de Toul ar C'hoat à Châteaulin.

## Publications

### Recueils poétiques
- Luma Roklaïladora, notes du terrain magique, Polder, 1984.
- Concert en d'autres mondes, Polder, 1988.
- Mille passages, Centre Froissart, prix Pierre Basuyau 1988.
- Exil Céleste, Cahiers de Poésie Verte, 1990.
- Combattant dans la flore, Le Pré de l'age, 1993.
- Sous l'étoile des mouettes, Écho Optique, 1994.
- Filets lancés à l'aube, Alma Galati, Roumanie, 1995.
- L'éternité plus une voix, Hélices, 1996.
- Cantique des couleurs, Editinter, 2000.
- Clones de la muse, Le Pré Carré, 2000.
- Orphée au Paradis, Poésie en Voyage, 2000.
- Entrée de secours du paradis terrestre, Interventions à haute voix, 2001.
- De l'hiver à l'aube, Prix Editinter 2003.
- Nu et son fantôme, Hélices, 2006.
- Messianiques, Joseph Ouaknine, 2009.
- Ecorce visionnaire, Donner à voir, 2009.
- Dans la cabane du philosophe, L'Harmattan, 2009.
- Du Poète et de la poésie, L'échappée belle, 2014.

### Romans
- L'Utopie des oiseaux, L'Harmattan, 2010.

### Anthologies
- Destine moi un poème !, Haut de France.
- Génération polder, Table Rase.
- Rouge-gorge, Guy Ferdinande.
- Mille poètes mille poèmes brefs, l'arbre à paroles.
- L'Imaginal aux chrysalides, Éditions du Rewidiage.
- Samizdat, le pré carré.
- En écho, Echo-Optique.
- Rues, Chemins, Sentiers, Ballades, Interventions à Haute Voix, 2003.
- Poésie sur Marne, Hélices, 2007.
- L'Année poétique 2008, Seghers, 2008.
- 36 Voces francesas para una antologĭa poética contemporănea, Ficciones, 2008.
- Les riverains du feu, Le Nouvel Athanor, 2009.
- Pour Haïti, Desnel, 2010.
- La poésie de A à Z (selon Jacmo), Rhubarbe, 2010.

## Discographie
- Héliopolis, chansons solaires (CD), Hélices, 2008.
- Recordance (CD), Recordance, 2013.
- Dieux extraterrestres (CD 3 titres), Recordance, 2014.
- Elixir ( CD), Recordance, 2017.
- Poètes volants ( CD), Recordance, 2023.